# Brian the Bachelor
Brian the Bachelor («Холостяк Брайан») — седьмая серия четвёртого сезона мультсериала «Гриффины». Премьерный показ состоялся 26 июня 2005 года на канале FOX.

## Сюжет
Питер, Джо и Куагмир берут Кливленда (недавно пережившего развод) в бар, чтобы тот там с кем-нибудь познакомился. После этой неудачной попытки Питеру приходит в голову отправиться с Кливлендом на кастинг в шоу «Холостяки». Там Кливленд сильно смущается тем, что Питер оголяется сам и раздевает его. Судьи берут на шоу Брайана, который сопровождал друзей, и тот соглашается (за бесплатную выпивку и еду). На шоу Брайан влюбляется в Брук Робертс.
Тем временем Крис обнаруживает у себя на лице огромный говорящий прыщ, который заставляет мальчика хулиганить и дебоширить (подкидывать горящий пакет с фекалиями под дверь Джо, разрисовывать стены магазина и т. д.) Вскоре Крис рассказывает о причинах своего поведения Лоис, чем приводит ту в шок. На следующий день она с Питером идёт в аптеку, где обнаруживает погром, в частности, полностью уничтожен прилавок с препаратами против прыщей. Лоис, похоже, понимает, кто в этом виноват.
Тем же вечером к Гриффинам на обед приходит Брук, желающая с ними познакомиться. Однако мероприятие скомкано: Крис задирает юбку Брук (так ему велел прыщ), а Джо сообщает всем, что в полиции знают виновника погрома в аптеке. Всё это доводит Лоис до слёз, и тогда Крис решает, что довольно повиноваться прыщу, и на следующий же день идёт в дерматологическую клинику. Поняв, что они в клинике, прыщ хватает пистолет и грозится убить Криса, но мальчик успевает «убить» прыщ первым.
Тем временем Брайан выигрывает на шоу любовь Брук, и дарит ей «финальную розу». Однако выясняется, что для неё всё это было лишь шоу, и никаких чувств к псу она на самом деле не испытывает. Брайан одержим своей новой безответной любовью, и Брук оставляет ему свой номер телефона.
Брайан рассказывает обо всём Стьюи, и тот советует ему написать об этом большую повесть.

## Создание
Автор сценария: Марк Хентеманн, режиссёр: Дэн Повенмайер, приглашённые знаменитости: Джессика Бил, Кевин Ричардсон, Майкл Белл и Дрю Пински.
Премьеру эпизода посмотрели 7 290 000 зрителей.